# Киселёв, Денис Юрьевич
Дени́с Ю́рьевич Киселёв (2 июня 1978, Зеленоград, СССР) — российский футболист, нападающий.
Воспитанник зеленоградского футбола начинал карьеру во второй команде московского «Динамо». В сезоне 1999 года был дозаявлен для участия в матчах высшего дивизиона, но не принял участия ни в одной игре.
С 2000 по 2001 годы выступал за непрофессиональный клуб «Мострансгаз», в составе которого в 2001 году стал лучшим бомбардиром зоны «Центр» московского региона (40 голов). В том же сезоне клуб получил профессиональный статус и право выступления во Втором дивизионе.
В 2002 году подписал контракт с клубом Первого дивизиона «Химки», после удачного сезона 2003 года (34 матча, 15 голов) получил приглашение в «Томь», за которую выступал до лета 2010 года.
21 июля 2007 в матче премьер-лиги с «Сатурном» получил травму (разрыв передней крестообразной связки) и выбыл до конца сезона. К началу сезона 2008 Денис Киселёв не восстановился после травмы, пропустил предсезонную подготовку и с мая набирал форму в молодёжной команде. Итого в том сезоне он сыграл 2 неполных матча на Кубок, а также дважды выходил на замену в конце игры в матчах Премьер-лиги.
Входил в Томский региональный Координационный совет сторонников Всероссийской политической партии «Единая Россия».

## Статистика
| Выступление                  | Выступление                   | Выступление | Чемпионат | Чемпионат | Кубок | Кубок | Итого | Итого |
| Клуб                         | Лига                          | Сезон       | Игры      | Голы      | Игры  | Голы  | Игры  | Голы  |
| ---------------------------- | ----------------------------- | ----------- | --------- | --------- | ----- | ----- | ----- | ----- |
| «Динамо-2» (Москва)          | Третья лига, 3 зона           | 1995        | 34        | 2         | ?     | ?     | ?     | ?     |
| «Динамо-2» (Москва)          | Третья лига, 3 зона           | 1996        | 8         | 0         | —     | —     | 8     | 0     |
| «Динамо-2» (Москва)          | Третья лига, 3 зона           | 1997        | 31        | 9         | —     | —     | 31    | 9     |
| «Динамо-2» (Москва)          | Итого                         | Итого       | 88        | 14        | ?     | ?     | ?     | ?     |
| «Динамо» (Москва)            | Высший дивизион               | 1999        | 0         | 0         | 0     | 0     | 0     | 0     |
| «Динамо»-2 (Москва)          | Второй дивизион, зона «Запад» | 1999        | 15        | 3         | —     | —     | 15    | 3     |
| «Динамо-МГО» / «Мострансгаз» | КФК, Центр, Москва            | 2000        | ?         | ?         | —     | —     | ?     | ?     |
| «Динамо-МГО» / «Мострансгаз» | КФК, Центр, Москва            | 2001        | ?         | ?         | —     | —     | ?     | ?     |
| «Динамо-МГО» / «Мострансгаз» | Второй дивизион, Центр        | 2002        | 0         | 0         | ?     | ?     | ?     | ?     |
| «Химки»                      | Первый дивизион               | 2002        | 11        | 3         | ?     | ?     | ?     | ?     |
| «Химки»                      | Первый дивизион               | 2003        | 34        | 15        | ?     | ?     | ?     | ?     |
| «Химки»                      | Итого                         | Итого       | 45        | 18        | ?     | ?     | ?     | ?     |
| «Томь»                       | Первый дивизион               | 2004        | 37        | 18        | ?     | ?     | ?     | ?     |
| «Томь»                       | Премьер-лига                  | 2005        | 21        | 2         | 1     | 0     | 22    | 2     |
| «Томь»                       | Премьер-лига                  | 2006        | 17        | 3         | 1     | 0     | 18    | 3     |
| «Томь»                       | Премьер-лига                  | 2007        | 14        | 5         | 1     | 0     | 15    | 5     |
| «Томь»                       | Премьер-лига                  | 2008        | 2         | 0         | 2     | 0     | 4     | 0     |
| «Томь»                       | Премьер-лига                  | 2009        | 5         | 0         | 0     | 0     | 5     | 0     |
| «Томь»                       | Премьер-лига                  | 2010        | 2         | 0         | 0     | 0     | 2     | 0     |
| «Томь»                       | Итого                         | Итого       | 98        | 28        | ?     | ?     | ?     | ?     |
| «Волгарь-Газпром»            | Первый дивизион               | 2010        | 13        | 2         | ?     | ?     | ?     | ?     |
| «Салют» (Белгород)           | Второй дивизион, Центр        | 2011/12     | 0         | 0         | 0     | 0     | 0     | 0     |